# Red Special

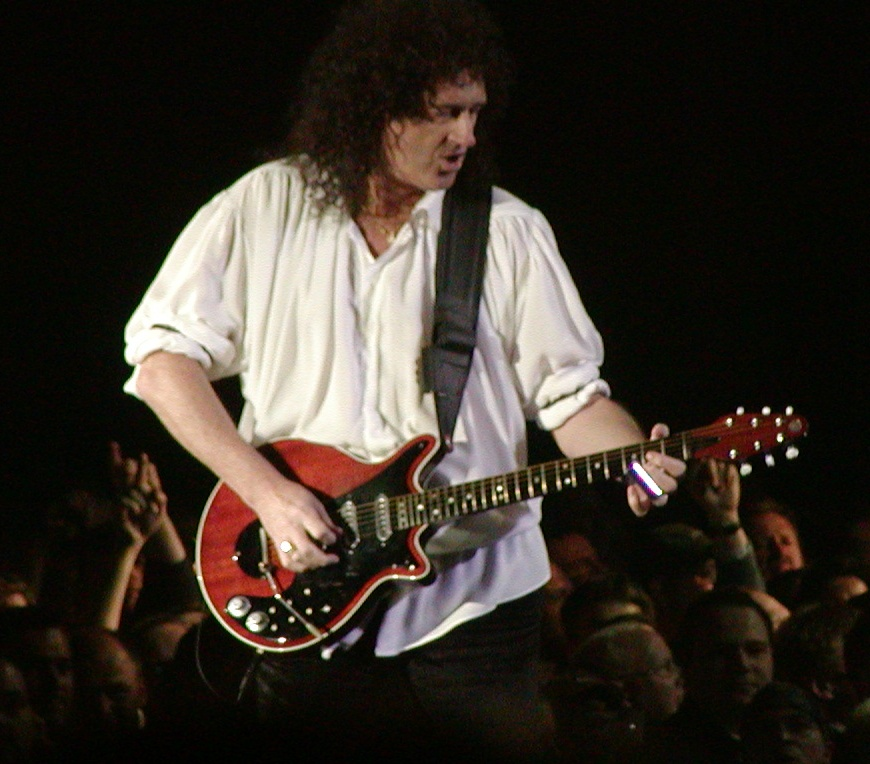
Brian May met zijn Red Special, tijdens een optreden in Frankfurt (Duitsland).

De Red Special (soms ook als de Fireplace genoemd) is de speciaal gebouwde gitaar van Brian May, de gitarist van Queen. May gebruikt hem op albums en tijdens liveoptredens. De naam Red Special kwam van de roodbruine kleur van de gitaar nadat hij was bespoten met verschillende lagen van Rustins plastic coating.

## Bouw
Omdat May bij een bandje zat en geen elektrische gitaar kon betalen, begon hij in 1962 met zijn vader aan de bouw van wat de Red Special zou worden. En omdat hij een goede gitaar wilde hebben, verwerkte hij er dingen in die hij in sommige dure gitaren niet aantrof (bijvoorbeeld een goedwerkend vibrato-systeem). De bouw duurde 18 maanden.
Om kosten te besparen, bestaat de gitaar voor een groot gedeelte uit afval. Zo is voor de hals een stuk mahoniehout uit een 100 jaren oude haard gebruikt en komen de veren van het vibratosysteem van de kleppen van een motorfiets. De body is gemaakt van  blockboard en eikenhout bedekt met mahonie fineer. De pick-ups had May eerst ook zelf gebouwd, maar werden vervangen door drie Tri-sonic-pickups van het merk Burns, waardoor het budget van 16 pond werd verdubbeld. De gitaar heeft drie aan- en uitknoppen voor de pick-ups en drie faseknoppen en een enkele volume- en toonregelaar. De knop van de tremolopook komt van een oude breinaald.

## Replica's
Gedurende het Japanse gedeelte van de tournee ter ondersteuning van het Queenalbum A Night at the Opera was May voor het eerst te zien met een replica van de Red Special gebouwd door John Birch.
Deze gitaar was volgens May zelf een matige kopie van zijn gitaar. Volgens hem had dit vooral te maken met het lichte vibrato-systeem en een dunne hals die slechts weinig sustain had.
Tijdens de laatste Amerikaanse tournee van Queen in 1982, gooide hij de gitaar op een avond (nadat er al enkele snaren waren gebroken en het geluid van de gitaar zelf zeer slecht was) in een dwaze opwelling de lucht in en er was, naar eigen zeggen, niemand om de gitaar te vangen.
In 1984 gaf May gitaarfabrikant Guild toestemming om een serie replica's te maken. Deze gitaren waren gebaseerd op de overgebleven onderdelen van de Birch gitaar, zodoende viel de nauwkeurigheid van deze replica's tegen.
De gitaar leek qua model wel op de Red Special, maar bestond gedeeltelijk uit standaard fabrieksonderdelen wat invloed had op het geluid. Van dit type replica zijn 316 exemplaren gemaakt.
In 1993 besloot Guild een betere replica van deze gitaar op de markt te brengen. Deze gitaar zat veel dichter bij het origineel, maar klopte nog steeds niet op enkele details. De gitaren werden gemaakt totdat Fender Guild overnam en er ook enkele goedkopere exemplaren van de gitaar werden uitgebracht zonder May’s toestemming.
In 1996 werd May benaderd door de Australiër Greg Fryer met het aanbod een exacte replica te bouwen. Dit was volgens Fryer zijn ultieme droom.
May ging op dit aanbod in, nadat hij enkele werken van Fryer had bekeken en vloog hem over naar Engeland om de gitaar goed te laten bestuderen. Hierbij werd elk detail van de gitaar precies genoteerd.
Twee jaar later had Fryer 3 gitaren gemaakt. Twee exacte replica's, genaamd naar John (Lennon) en Paul (McCartney) van The Beatles, en een van een andere houtsoort (genaamd George Burns vanwege de Burns elementen gebruikt in de Red Special). Bij het bouwen van deze gitaren werd zo veel mogelijk gebruikgemaakt van de materialen die May en zijn vader destijds gebruiken, dit om de gitaren zo kloppend mogelijk te maken.
John en George zijn in het bezit van May, Fryer hield Paul zelf.
May was zo onder de indruk van deze replica's, dat hij besloot om Fryer zijn originele gitaar weer op orde te laten brengen.
Halverwege de jaren 90 was de gitaar door het intensieve gebruik zwaar aan onderhoud toe.
Door het vele toeren en opnemen van May (zowel met Queen als solo) begon de gitaar echt slijtage te vertonen.
Tevreden als hij was over zijn gitaar, speelde May tevens in op de droom van vele gitaristen om een kopie van zijn gitaar aan te kunnen schaffen. Nadat hij met enkele fabrikanten overleg had gevoerd, kwam het merk Burns in 2001 met een betaalbare versie van de Red Special.
Dit is geen exacte replica. Het is een gitaar die, om de kosten te drukken, beschikt over een:
- Regulier vibrato-systeem
- Een dunnere hals vanwege de zeer grote dikte van het origineel
- Andere elementen.

Deze gitaar wordt in Zuid-Korea in de fabriek van Samick guitars geproduceerd. Er zijn zeer positieve testen van deze gitaren te vinden in diverse vakbladen, de gitaar werd ook een zeer groot succes.
Nadat er ongeveer 3000 exemplaren van waren geproduceerd, werd bekend dat May en Burns hun samenwerking zouden stoppen.
De 'nakomeling' van de Burns replica is de 'Brian May Guitars' replica. Een beter tremolosysteem, en een beter uiterlijk (kloppender) zijn de verbeteringen.
Ter gelegenheid van het 40-jarig bestaan van de gitaar heeft gitaarbouwer Andrew Guyton tevens een replica uitgebracht die, zoals de door Fryer gebouwde gitaren, van zeer hoog niveau zijn.
Andrew Guyton heeft 50 exemplaren gebouwd (40 in het rood en nog eens 10 in het groen). Dit zijn zeer hooggeprijsde gitaren (zo'n £15.000).
Tevens zijn er een aantal bedrijven zoals: RS Guitars en K'z Guitar Works die via het internet zeer degelijke kopieën van de Red Special verkopen. En Harley Benton, het huismerk van de Duitse muziekwinkel Thomann, heeft ook een sterk op de Red Special lijkende gitaar. Deze gitaren hebben echter niet May’s officiële toestemming.
Ook zijn er vele fans die zelf de moeite hebben genomen om de gitaar te bouwen, variërend van beginners- tot zeer professionele exemplaren. Daarbij zijn ook mensen die hun eigen draai aan het ontwerp hebben gegeven en hiermee voortborduren op het originele idee van May om een gitaar te bouwen die beter was dan alle gitaren die toentertijd verkrijgbaar waren.
Een andere belangrijke factor voor het geluid van May is dat hij, behalve drie aangepaste Vox AC-30 versterkers, ook gebruikmaakt van een zogenaamd Trebleboost pedaal dat ervoor zorgt dat de elementen van de gitaar van ongeveer 500 millivolt naar enkele volten wordt omhooggebracht en daarbij niet als een blokgolf wordt versterkt (zoals bij een reguliere oversturingspedaal) maar gewoon als een sinus behouden blijft.
Het resultaat wat men dan krijgt is dat een (buizen)versterker zonder mastervolume makkelijker gaat oversturen.
In 2007 verscheen de Digitech Red Special, een pedaal met 'het geluid van Brian May'. Dit pedaal simuleert de effecten en versterkers van Brian May. Het pedaal heeft 7 presets van bekende Queen nummers zoals Bohemian Rhapsody en We Will Rock You. Het Pedaal bevat tevens een Expressie pedaal waardoor de sound ook nog eens tijdens het spelen kan worden beïnvloed met expressie-effecten waaronder wahwah. Inmiddels wordt dit pedaal niet meer geproduceerd.